# 小行星4199
小行星4199（4199 Andreev）是一颗绕太阳运转的小行星，为主小行星带小行星。该小行星于1983年9月1日发现。

## 轨道参数
小行星4199的轨道半长轴为2.4571206 UA，离心率为0.134。